# Rafael Camacho
Rafael Euclides Soares Camacho, noto semplicemente come Rafael Camacho (Lisbona, 22 maggio 2000), è un calciatore portoghese di origini angolane, centrocampista o attaccante svincolato.

## Biografia
Camacho è nato in Portogallo da genitori angolani.

## Caratteristiche tecniche
È un'ala destra che dispone di buon dribbling e velocità.

## Carriera

### Club
È entrato a far parte del settore giovanile del Liverpool nel 2016, dopo un trascorso fra Sporting Lisbona e Manchester City. Con i reds ha debuttato il 17 gennaio 2019 disputando l'incontro di FA Cup perso 2-1 contro il Wolverhampton. Il debutto in Premier League arriva 12 giorni più tardi nella vittoria per 4-3 contro il Crystal Palace. Questa è stata la sua ultima presenze con la maglia dei Reds.
Il 14 luglio seguente è passato a titolo definitivo allo Sporting Lisbona.

## Statistiche
Statistiche aggiornate al 27 giugno 2020.

### Presenze e reti nei club
| Stagione        | Squadra          | Campionato      | Campionato | Campionato | Coppe nazionali | Coppe nazionali | Coppe nazionali | Coppe continentali | Coppe continentali | Coppe continentali | Altre coppe | Altre coppe | Altre coppe | Totale | Totale | Totale |
| Stagione        | Squadra          | Comp            | Pres       | Reti       | Comp            | Pres            | Reti            | Comp               | Pres               | Reti               | Comp        | Pres        | Reti        | Pres   | Reti   |        |
| --------------- | ---------------- | --------------- | ---------- | ---------- | --------------- | --------------- | --------------- | ------------------ | ------------------ | ------------------ | ----------- | ----------- | ----------- | ------ | ------ | ------ |
| 2018-2019       | Liverpool        | PL              | 1          | 0          | FACup+CdL       | 1+0             | 0               |                    | -                  | -                  |             | -           | -           | 2      | 0      |        |
| 2019-2020       | Sporting Lisbona | PL              | 17         | 0          | CP+CdL          | 0+3             | 0               | UEL                | 4                  | 0                  |             | -           | -           | 24     | 0      |        |
| Totale carriera | Totale carriera  | Totale carriera | 18         | 0          |                 | 4               | 0               |                    | 4                  | 0                  |             | -           | -           | 26     | 0      |        |

## Palmarès

### Club

#### Competizioni nazionali
- Coppa di Lega portoghese: 1

Sporting Lisbona: 2020-2021
- Campionato portoghese: 1

Sporting Lisbona: 2023-2024